# Yakutia Airlines
Companhia Aérea Yakutia (em russo: Авиакомпания «Якутия» – Aviakompanija «Yakutiya») é uma companhia aérea com sede em Iacutusque, República de Sakha, Rússia. Ela opera serviços domésticos de passageiros na Rússia e na Comunidade dos Estados Independentes, bem como destinos na Europa, Ásia e América do Norte a partir de seus hubs no Aeroporto de Iacutusque e no Aeroporto Vnukovo de Moscou. A companhia aérea foi fundada em 2002 e é propriedade do governo da República de Sakha. Em 2020, tornou-se parte da única companhia aérea do Extremo Oriente da Rússia, juntamente com outras quatro companhias aéreas.
Desde fevereiro de 2025, está na lista de companhias aéreas proibidas na União Europeia.

## História
A companhia aérea foi fundada como Sakha Avia, antiga Divisão Aeroflot Yakutsk e também anteriormente conhecida como Yakutaviatrans. Ela operou fretamentos de carga para a África, Ásia, Europa e Oriente Médio até entrar com pedido de falência no início de 1999. Surgiu em 2000 e é controlada pelo governo regional, Neryungri State Air Enterprise. Ela se fundiu com a Yakutavia em 2002 e mudou seu nome para formar a Companhia Aérea Yakutia.

## Destinos
Em março de 2015, a Yakutia Airlines operou mais de 55 voos. Em novembro de 2023, a companhia aérea atendia dois países em 50 rotas.

## Frota

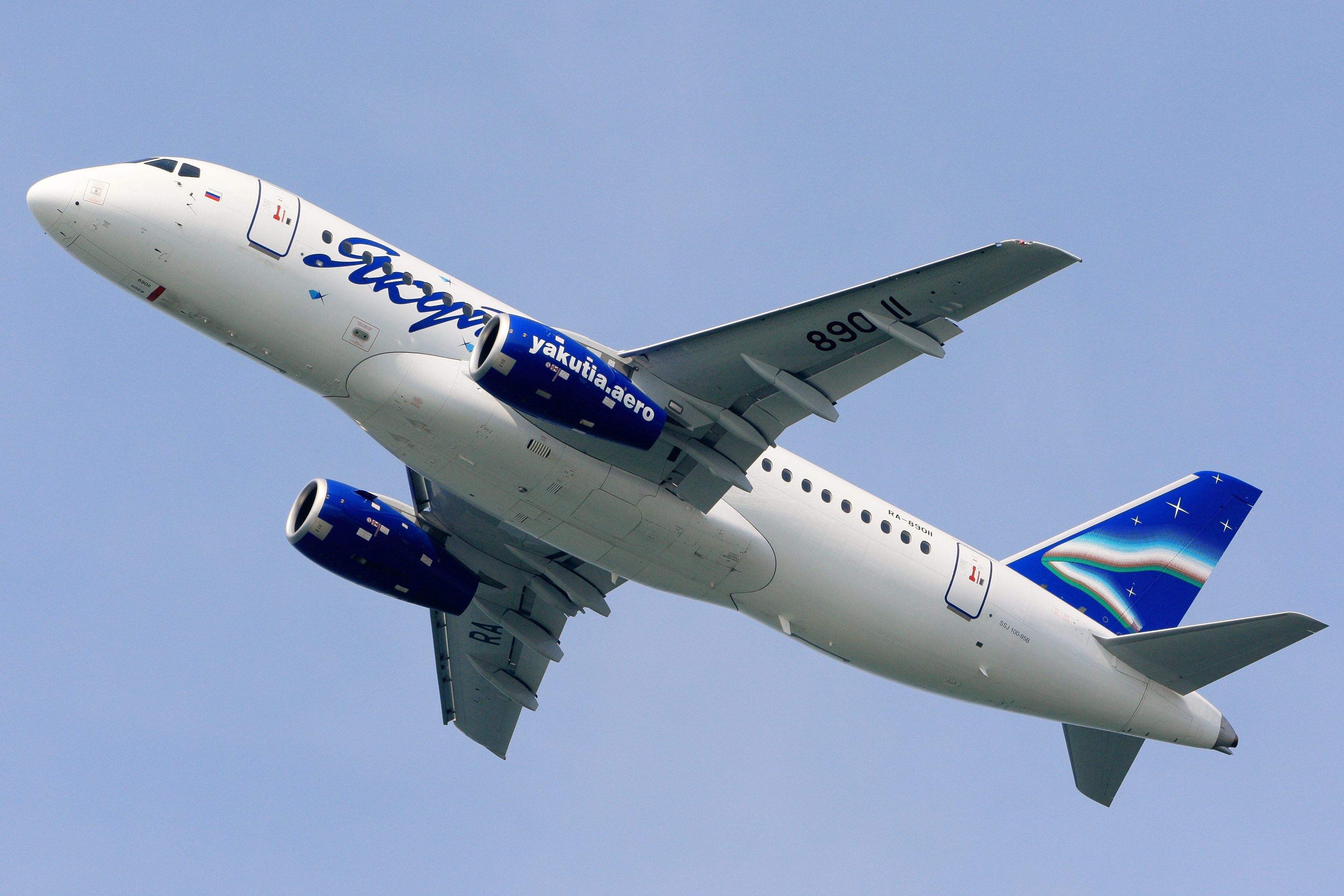
Yakutia Sukhoi Superjet 100-95B

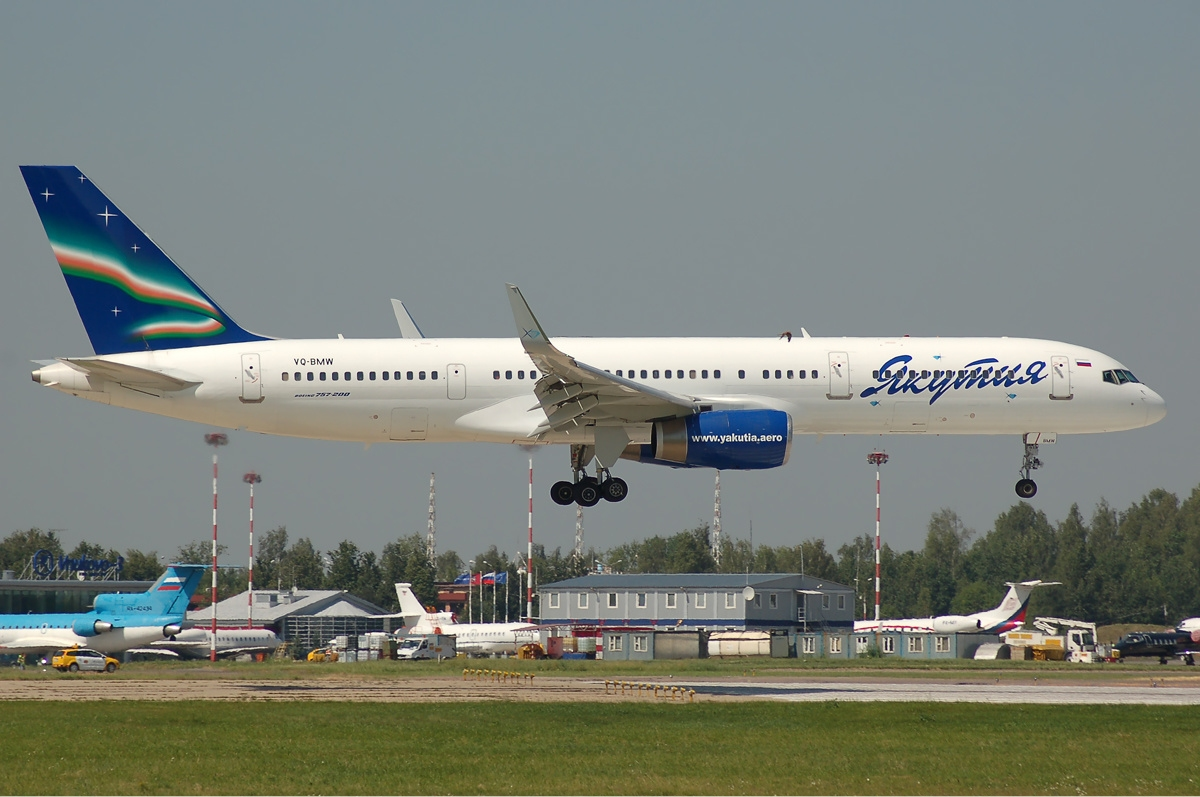
Um antigo Boeing 757-200 da Yakutia

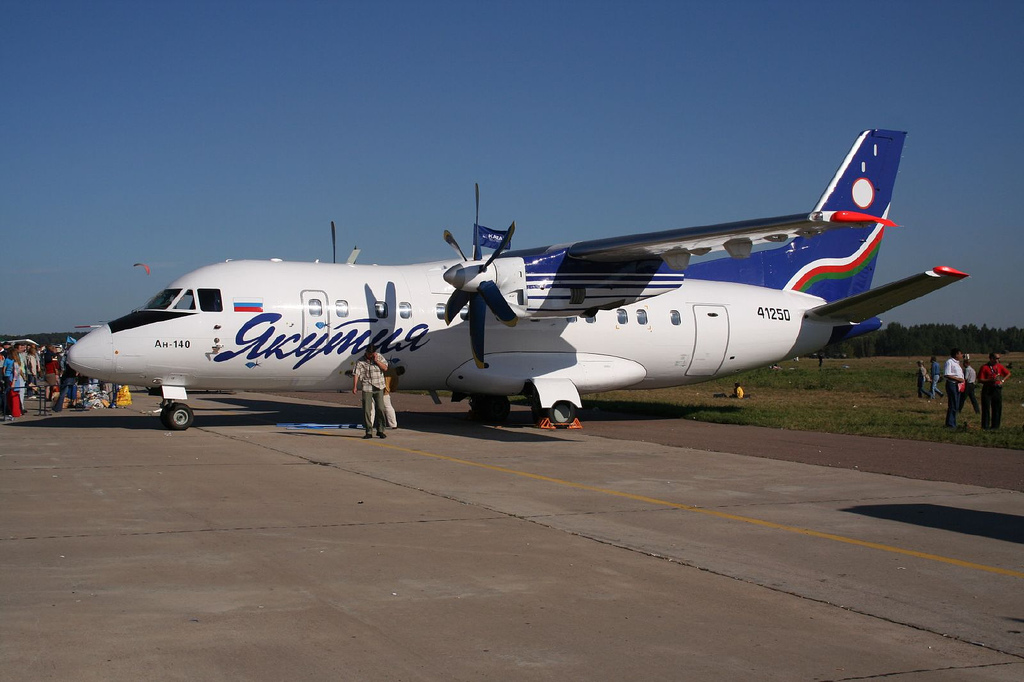
Um ex-Yakutia Antonov An-140-100 em MAKS-2005

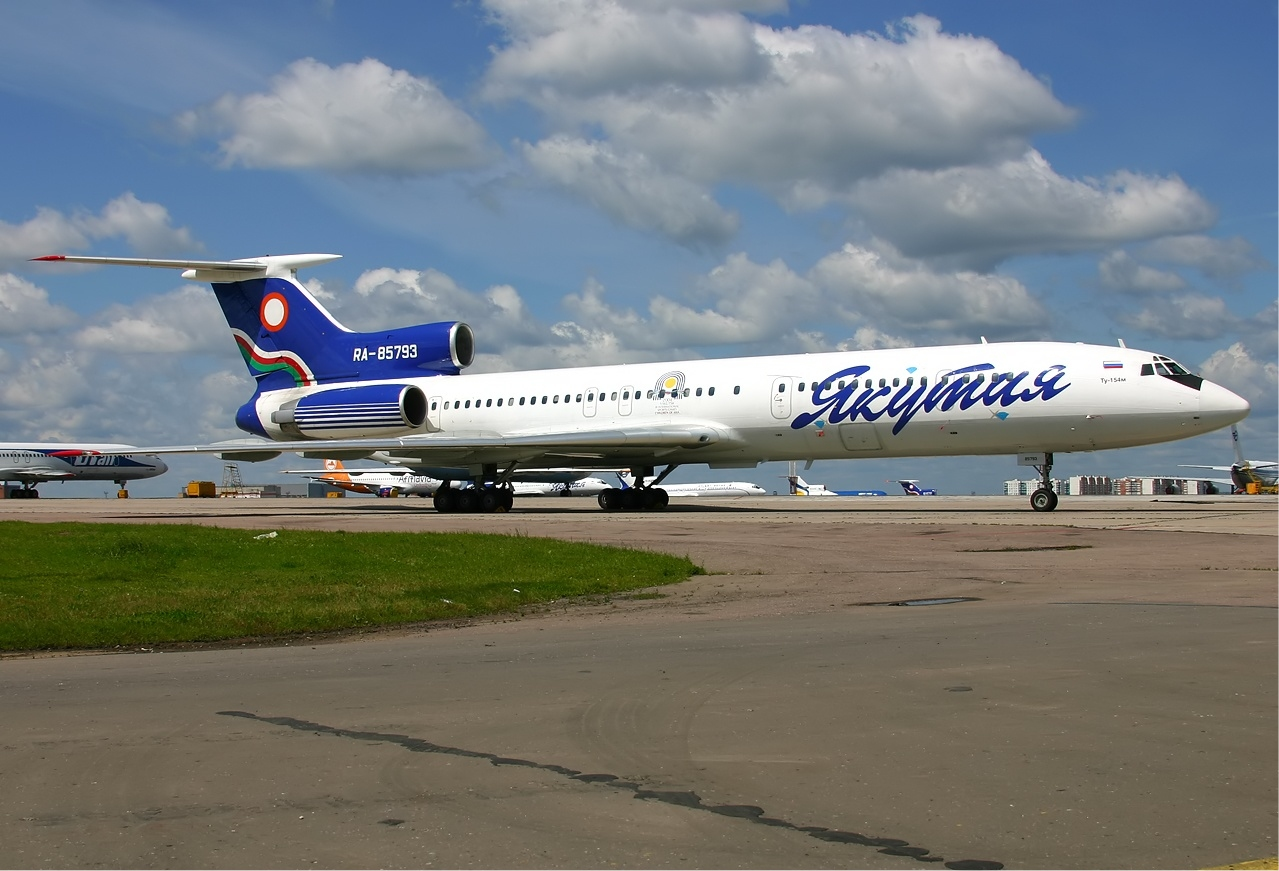
Um antigo Yakutia Tupolev Tu-154M

### Frota atual
A frota da Yakutia Airlines é composta pelas seguintes aeronaves (em outubro de 2024):[carece de fontes?]
| Aeronave                 | Em serviço | Pedidos | Passageiros | Passageiros | Passageiros | Notas |
| Aeronave                 | Em serviço | Pedidos | C           | Y           | Total       | Notas |
| ------------------------ | ---------- | ------- | ----------- | ----------- | ----------- | ----- |
| Boeing 737-700           | 2          | —       | —           | 148         | 148         |       |
| Boeing 737-800           | 2          | —       | 4           | 162         | 166         |       |
| Boeing 737-800           | 2          | —       | 8           | 168         | 176         |       |
| Sukhoi Superjet 100-95B  | 2          | —       | 8           | 85          | 93          |       |
| Sukhoi Superjet 100-95LR | 3          | 10      | —           | 103         | 103         |       |
| Yakovlev MC-21-300       | —          | 5       | TBA         | TBA         | TBA         |       |
| Total                    | 11         | 5       |             |             |             |       |

### Desenvolvimento de frota
No MAKS Air Show de 2019 no Aeroporto Internacional de Jukovsky, em Moscou, a Yakutia Airlines assinou um acordo provisório para 5 aeronaves Irkut MC-21. A entrega da nova aeronave estava inicialmente prevista para o segundo semestre de 2021.

## Acidentes e incidentes
- Em 4 de fevereiro de 2010, o voo 425, operado por um Antonov An-24 RA-47360, sofreu uma falha de motor na decolagem do Aeroporto de Iacutusque para o Aeroporto de Olyokminsk. Durante o pouso subsequente, o nariz e o trem de pouso principal da porta foram retraídos, causando danos substanciais à aeronave.[13] Ninguém ficou ferido ou morto no acidente e a aeronave foi posteriormente reparada e colocada novamente em serviço.
- Em 10 de outubro de 2018, o voo 414, operado por um Sukhoi Superjet 100 RA-89011, saiu da pista ao pousar no Aeroporto de Iacutusque, vindo de Ulan-Ude. Durante o evento, o trem de pouso principal da aeronave colapsou.[14] Quatro pessoas foram hospitalizadas.[15] A aeronave foi danificada irreparavelmente.[16]